# Дін Гендерсон
Дін Гендерсон (англ. Dean Henderson; нар. 12 березня 1997, Вайтгейвен) — англійський футболіст, воротар клубу «Крістал Пелес» та збірної Англії.

## Клубна кар'єра
Народився 12 березня 1997 року в місті Вайтгейвен. З 2005 по 2011 рік виступав в юнацькій академії футбольного клубу «Карлайл Юнайтед». У 2011 році чотирнадцятирічний воротар став гравцем академії «Манчестер Юнайтед».
У сезоні 2013/14 Гендерсон став членом команди «Манчестер Юнайтед» до 18 років, відразу закріпивши за собою місце в основному складі команди Академії. У сезоні 2014/15 він продовжував показувати впевнену гру в складі команди Академії, зігравши 25 матчів, але пропустив останні ігри сезону через травму. Був серед номінантів на приз найкращому молодому гравцеві року імені Джиммі Мерфі, але в підсумку нагороду отримав інший гравець його команди Аксель Туанзебе. В серпні 2015 року Гендерсон підписав свій перший професійний контракт.
22 лютого 2016 року після серії травм у воротарів першої команди Гендерсон був вперше включений в заявку на матч основної команди в матчі Кубка Англії проти «Шрусбері Таун», але на полі не з'явився.
З 2016 року для отримання ігрової практики став виступати на правах оренди за нижчолігові клуби «Стокпорт Каунті», «Грімсбі Таун», «Шрусбері Таун» та «Шеффілд Юнайтед». Відігравши за команду з Шеффілда 46 матчів в Чемпіоншипі сезону 2018/19 допоміг «клинкам» вперше з 2007 року вийти до Прем'єр-ліги.

## Виступи за збірні
2013 року дебютував у складі юнацької збірної Англії, взяв участь у 2 іграх на юнацькому рівні. У 2017 році у складі команди до 20 років поїхав на молодіжний чемпіонат світу у Південній Кореї. На турнірі Гендерсон був запасним воротарем після Фредді Вудмана і зіграв лише в одному матчі проти збірної Гвінеї, а збірна Англії здобула перемогу на чемпіонаті світу.
З 2018 року залучався до складу молодіжної збірної Англії, у її складі поїхав на молодіжний чемпіонат Європи 2019 року в Італії, де був основним воротарем, але команда не вийшла в плей-оф. Всього на молодіжному рівні зіграв у 9 офіційних матчах.

## Статистика виступів

### Статистика клубних виступів
| Сезон             | Команда             | Чемпіонат         | Чемпіонат | Чемпіонат | Національний кубок | Національний кубок | Національний кубок | Континентальні кубки | Континентальні кубки | Континентальні кубки | Інші змагання | Інші змагання | Інші змагання | Усього | Усього |
| Сезон             | Команда             | Ліга              | Ігор      | Голів     | Ліга               | Ігор               | Голів              | Ліга                 | Ігор                 | Голів                | Ліга          | Ігор          | Голів         | Ігор   | Голів  |
| ----------------- | ------------------- | ----------------- | --------- | --------- | ------------------ | ------------------ | ------------------ | -------------------- | -------------------- | -------------------- | ------------- | ------------- | ------------- | ------ | ------ |
| 2015–16           | «Стокпорт Каунті»   | НЛ (V)            | 9         | -11       |                    | -                  | -                  |                      | -                    | -                    |               | -             | -             | 9      | -11    |
| 2016–17           | «Грімсбі Таун»      | Л2 (IV)           | 7         | -6        | КА+КЛ              | 0                  | 0                  |                      | -                    | -                    |               | -             | -             | 7      | -6     |
| 2016–17           | «Манчестер Юнайтед» | ПЛ                | 0         | 0         | КА+КЛ              | 0                  | 0                  |                      | -                    | -                    |               | -             | -             | 0      | 0      |
| Усього за кар'єру | Усього за кар'єру   | Усього за кар'єру | 16        | -17       |                    | 0                  | 0                  |                      | 1                    | 0                    |               | -             | -             | 16     | -17    |

## Титули і досягнення
- Володар Кубка Англії (1):

«Крістал Пелес»: 2024-25
- Володар Суперкубка Англії (1):

«Крістал Пелес»: 2025
Збірні
- Чемпіон світу (U-20): 2017
- Віце-чемпіон Європи: 2020